# Хокшоу, Кирсти
Кирсти Хокшоу (Хокшо) (англ. Kirsty Hawkshaw); род. 26 октября 1969, Лондон) — британская вокалистка, автор песен и продюсер, известная своим участием в качестве вокалистки группы Opus III.

## Биография
Кирсти Хокшоу — дочь британского продюсера Алана Хокшоу. Именно её отец, а также любовь к танцевальной музыке, вдохновили Кирсти на музыкальную карьеру.
Любовь Кирсти к музыке была привита ещё с детства. Бабушка была популярной оперной певицей, а отец — известным композитором. Покинув дом в 17 лет, Кирсти находилась под влиянием звучания знаменитого независимого лейбла «4AD», выпускавшего музыку таких проектов и исполнителей, как: «Cocteau Twins», «Dead Can Dance», «Bel Canto», «This Mortal Coil», Frank Black, «The Breeders» и многих других.
►Присоединившись к команде «Opus III», она стала лицом, голосом и визитной карточкой этого великолепного проекта. Но после двух потрясающих пластинок — «Mind Fruit» и «Guru Mother» — «Opus III» распались, подарив истории танцевальной музыки такие супер-хиты, как: «It’s A Fine Day», «I Talk To The Wind», «Evolution Rush», «When You Made The Mountain (You Made Me)» и «Hand In Hand» (Looking For Sweet Inspiration), а также целое новое музыкальное направление и множество талантливых последователей.
Продолжив писать музыку и работать как вольнонаёмная вокалистка, Кирсти вскоре присоединилась к проекту «Silent Poets», с которым выпустила пластинку «To Come» и несколько синглов с неё, включая «Where The Sidewalk Ends». Параллельно она продолжала работу над материалом для своего дебютного соло-альбома, вышедшего в свет в 98-м году на лейбле «Coalition» под названием «O.U.T. (On Ultimate Things)» и сопровождавшегося релизом двух интересных синглов — «Leafy Lane» и «Sci-Clone». Кроме того она с радостью принимала предложения о сотрудничестве и записала множество хитов с массой звёздных проектов и исполнителей, в числе которых: «Delerium», Deep Dish, Jan Jonhston, Tiёsto, «Solar Quest», «Planet Asia», «Way Out West», Ian Pooley, «Dubstar», BT, «The Drum Club», «Orbital» и многие другие!
В 2005 году вышел её второй сольный альбом «Meta Message» на лейбле Nettwerk. В период с 2000 по 2010 года Кирсти сотрудничала с такими диджеями/продюсерами, как: Elucidate, John B, Kinky Roland, Tenishia, Pentatonik, Mr Sam, Pole Folder, Sleepthief, Andrew Bennett, Delta-S. В 2012 Кирсти собирается выпустить долгожданный альбом с Ульрихом Schnauss, дата выпуска запланирована на июль 2012 года. Несомненно, это будет захватывающий год

## Совместные работы
- 1996 «Valencia» — Rachid Taha
- 1997 «Isolation» — Pulusha
- 1998 «State of Grace» — Swayzak
- 1999 «Stereo» — Stereo People
- 2000 «Dreaming» — BT
- 2000 «Running Down the Way Up» — BT & Hybrid
- 2000 «Nature’s Kingdom» — Delerium
- 2000 «Inner Sanctum» — Delerium
- 2000 «Where the Sidewalk Ends» — Silent Poets
- 2000 «Visions» — Ian Pooley
- 2000 «Hidden Agenda» — (Sandor Caron)
- 2001 «Stealth» — Way Out West
- 2001 «Urban Train» — (Tiësto)
- 2001 «Battleship Grey» — (Tiësto)
- 2002 «Underwater Lady» — (Harmonic 33)
- 2002 «Fine Day» — (Mike Koglin Mix)
- 2003 «Calling You» — (Ikon)
- 2003 «Blackout» — Hybrid
- 2004 «Just Be» — Tiësto
- 2004 «Walking on Clouds» — Tiësto
- 2004 «Sincere For You» — Lange
- 2004 «Don’t Sleep Tonight» — Clashing Egos
- 2004 «Maris Stella» — Digitonal
- 2005 «Faith in Me» — Pole Folder
- 2005 «Halcyon and On And On (Live)» — Orbital
- 2005 «All I Want» — Hybrid
- 2006 «The Chauffeur» — Sleepthief
- 2006 «Radio Waves» — Fragma
- 2006 «Just For Today» — Hybrid
- 2006 «Fleeting Instant» — Delerium
- 2006 «Outsiders» — (Tenishia)
- 2006 «The Last One and the First» — Pentatonik
- 2006 «Love is a Rose» — Pentatonik
- 2006 «Don’t Look Behind You» — Judie Tzuke
- 2006 «Lyteo» — (Mr Sam)
- 2006 «Split» — (Mr Sam)
- 2006 «Insight» — (Mr Sam)
- 2006 «Lodestar» — (Mr Sam)
- 2006 «View to Me» — (Future Funk Squad)
- 2007 «Silent Stars» — Pole Folder
- 2007 «Skimming Stones» — (Sleepthief)
- 2007 «Heaven Sent» — (Andrew Bennett)
- 2007 «Reasons to Forgive» — (Tenishia)
- 2007 «Loverush» — (Loverush UK!)
- 2007 «Beatitude» — (Duderstadt)
- 2007 «The Phoenix Effect» — Delta-S
- 2007 «Star·Kindler» — (Delta-S)
- 2008 «Juneau / Glaciation» — (Paradox (артист))
- 2008 «Love Like Blood / Sunbathing» — (Outrage and Aperture)
- 2008 «Love Calls» — (Headstrong)
- 2008 «Invisible» — Tenishia
- 2008 «Love is No Possession» — JJoy
- 2008 «Fine Day 2008» — Kinky Roland
- 2008 «Connected» — John B
- 2008 «Good To Be Alive (Healing Angel)» — Arnold T.
- 2008 «Invisible Walls» (совместно с Nektarios и Jan Jonhston) — Nektarios meets F-used
- 2009 «Face To Face» — Elucidate
- 2010 «A Million Stars» — BT
- 2010 «After The Rain» — Ulrich Schnauss
- 2010 «Meteors» — Ulrich Schnauss
- 2010 «Dreaming of Now» — Ulrich Schnauss
- 2013 Seba-Nothing Can Replace (feat. Kirsty Hawkshaw)
- 2016 «Motion»